# 布里瑟河
52°41′16.8″N 13°15′14.5″E / 52.688000°N 13.254028°E

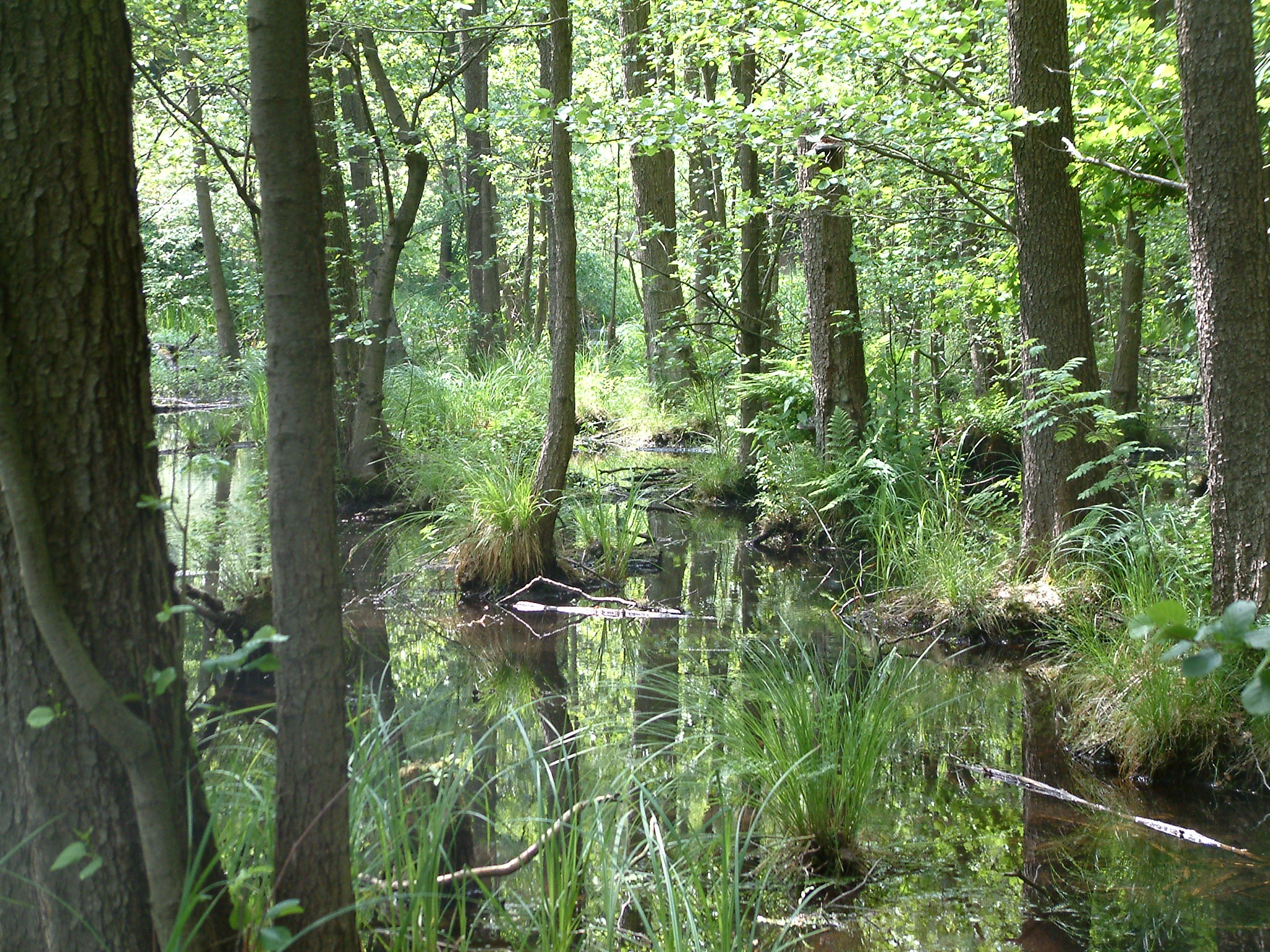

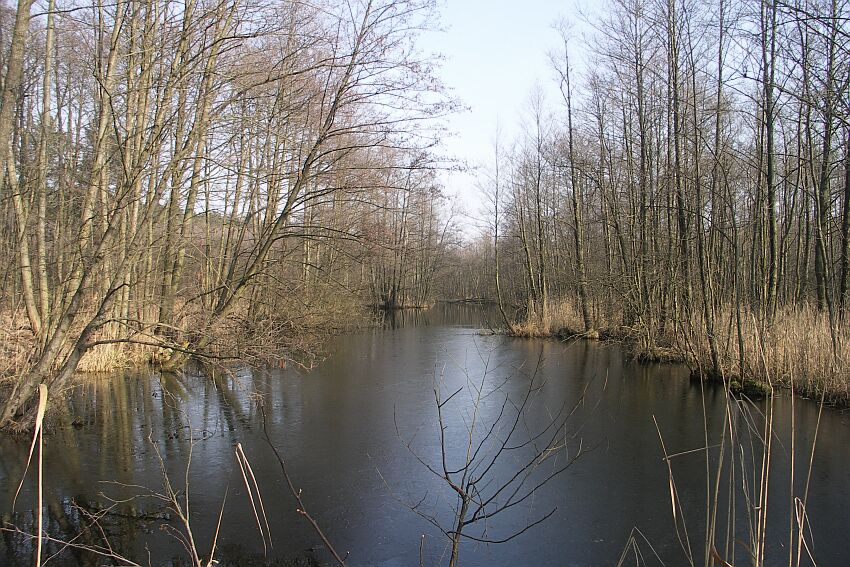

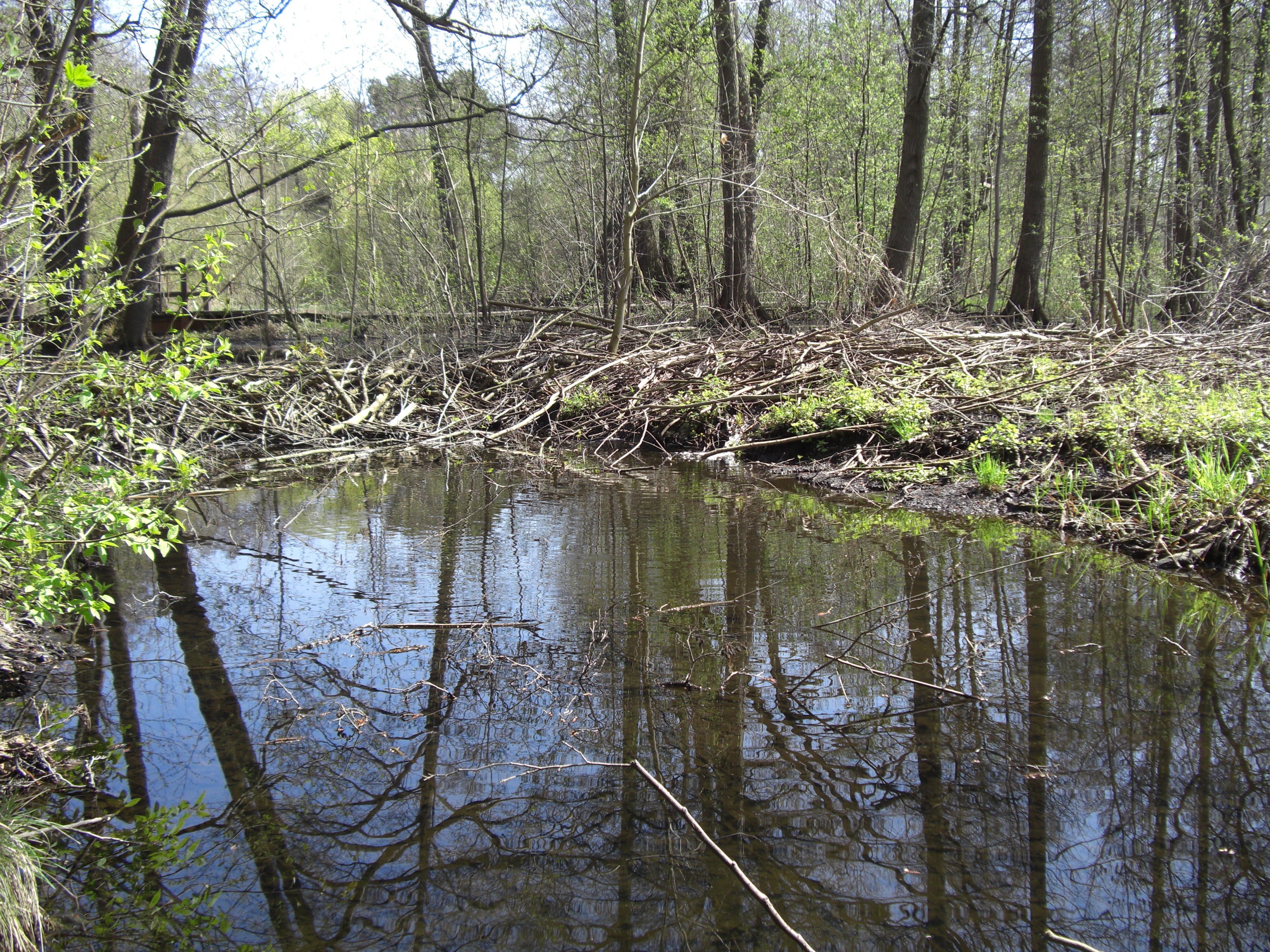

布里瑟河（德語：Briese），是德國的河流，位於該國東北部，由勃蘭登堡州負責管轄，屬於哈弗爾河的支流，河道全長17公里，發源自萬德利茨湖，河口處在比肯韋德。